# Luciano Marraffini

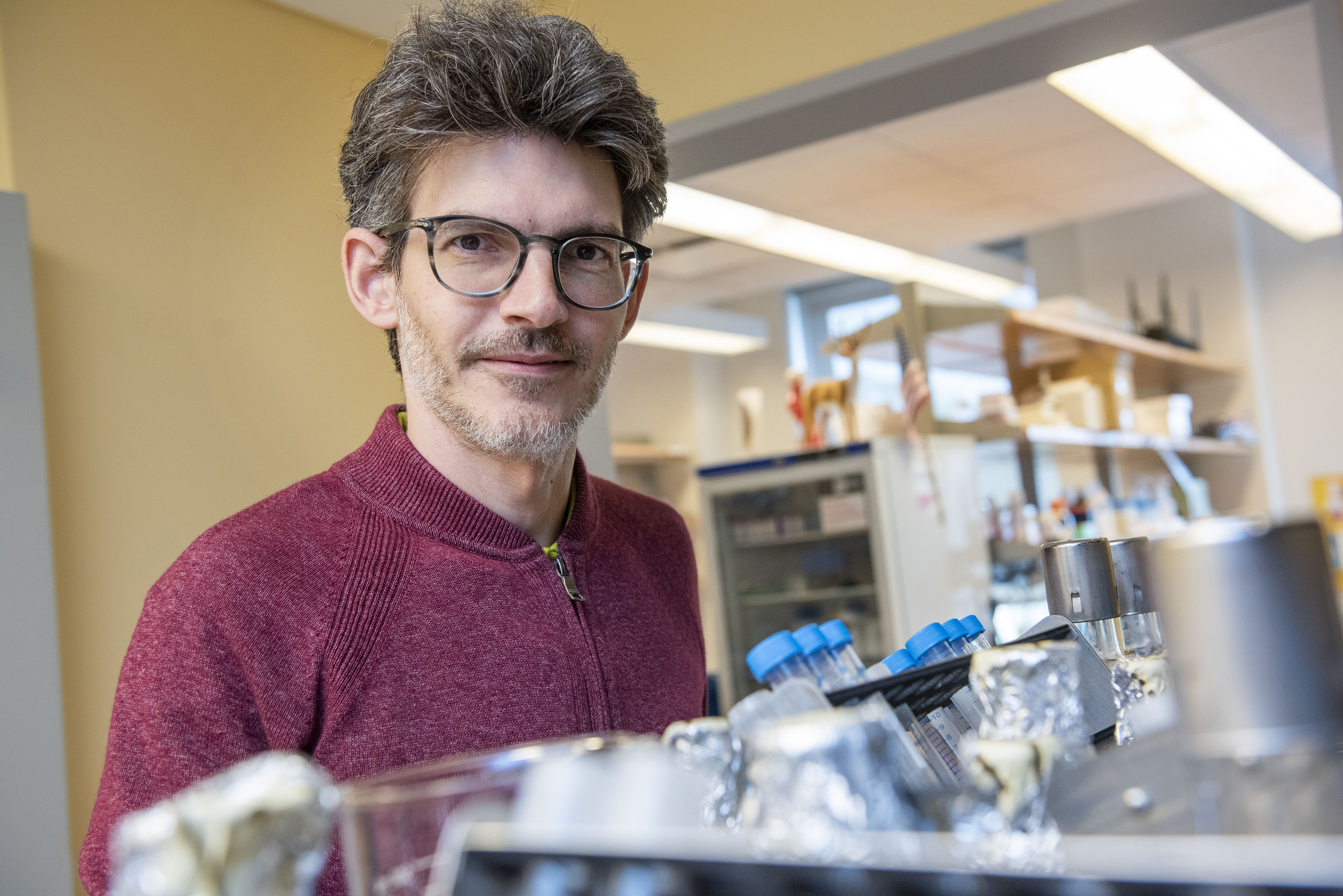
Luciano Marraffini (2019)

Luciano A. Marraffini (* 1974) ist ein aus Argentinien stammender US-amerikanischer Mikrobiologe an der Rockefeller University. Er konnte wichtige Beiträge zur Erforschung des CRISPR-Systems leisten. Sein Forschungsschwerpunkt sind die Mechanismen, mit denen das CRISPR-System Bestandteile des viralen Genoms integriert und wie diese Informationen genutzt werden, Bakteriophagen zu erkennen und zu zerstören.
Marraffini erwarb 1998 an der Nationalen Universität Rosario in Rosario, Argentinien, einen Studienabschluss (Lic.) in Biotechnologie und 2007 einen Ph.D. in Mikrobiologie an der University of Chicago. Nach einer Tätigkeit als Postdoktorand an der Northwestern University erhielt er 2010 an der Rockefeller University eine erste Professur (Assistant Professor), seit 2016 ist er Associate Professor. Ebenfalls seit 2016 forscht er zusätzlich für das Howard Hughes Medical Institute (HHMI).
2015 erhielt Marraffini den Hans-Sigrist-Preis der Universität Bern. 2017 wurde er gemeinsam mit Emmanuelle Charpentier, Jennifer Doudna, Francisco Juan Martínez Mojica und Feng Zhang mit dem Albany Medical Center Prize ausgezeichnet, der mit 500.000 US-Dollar dotiert ist. 2019 wurde Marraffini in die National Academy of Sciences gewählt, 2021 in die American Academy of Arts and Sciences. 2024 erhielt er die Genetics Society of America Medal.
Luciano Marraffini hat laut Google Scholar einen h-Index von 60, laut Datenbank scopus einen von 48 (jeweils Stand Januar 2024).